# Шитхала
Шитхала (рос. Шитхала) — село в Урванському районі Кабардино-Балкарії Російської Федерації.
Орган місцевого самоврядування — сільське поселення Шитхала. Населення становить 1181 особа.

## Історія
Згідно із законом від 27 лютого 2005 року органом місцевого самоврядування є сільське поселення Шитхала.

## Населення
| 2002  | 2010  | 2012  | 2013  | 2014  | 2015  | 2016  |
| ----- | ----- | ----- | ----- | ----- | ----- | ----- |
| 1250  | ↘1181 | ↗1198 | ↗1203 | ↗1222 | ↗1223 | ↗1228 |
| 2017  | 2018  | 2019  | 2020  |       |       |       |
| ↘1214 | ↗1217 | ↘1209 | ↘1192 |       |       |       |